# Гавайские серпоклювки
Гава́йские серпоклю́вки (лат. Hemignathus) — род воробьиных птиц подсемейства Гавайские цветочницы.

## Классификация
По данным Международного союза орнитологов (IOC) в состав рода входят 4 следующих вида:
- Hemignathus affinis, syn.Hemignathus lucidus affinis Rothschild, 1893
- † Hemignathus lucidus M. H. K. Lichtenstein, 1839 — Желтогорлая гавайская серпоклювка, или нукупуу
- Hemignathus hanapepe, syn.Hemignathus lucidus hanapepe S. B. Wilson, 1889
- Hemignathus wilsoni (Rothschild, 1893) — Насекомоядная гавайская серпоклювка, или акиаполау

К гавайским серпоклювкам ранее относились и другие виды, которые сейчас находятся в других родах: зеленая гавайская древесница или зеленая амакихи (Chlorodrepanis virens), Chlorodrepanis flava, малая гавайская древесница или малая амакихи (Magumma parva), большая гавайская древесница или большая амакихи (Viridonia sagittirostris ), большая акилоа (Akialoa ellisiana), малая акилоа или тёмная акиалоа или тёмная гавайская серпоклювка (Akialoa obscura) и светлая акиалоа или светлая гавайская серпоклювка (Akialoa stejnegeri и Chlorodrepanis stejnegeri).